# Hunfalvy-hágó alatti menedékház
A Hunfalvy-hágó alatti menedékház (szlovákul Chata pod Rysmi) a Magas-Tátra legmagasabban fekvő menedékháza.

## Elhelyezkedése
A magashegyi menedékház a Menguszfalvi-völgy – (Mengusovská dolina) oldal völgye, a Hunfalvy-katlanban (Dolina pod Vahou) található 2250 méter magasságban.

## Története
A népszerű Tengerszem-csúcs alatt már a 19. század végén kezdett foglalkozni Ubald Felbinger osztrák hegymászó, de technikai és főleg anyagi nehézségek miatt az építkezést mindig elhalasztották. A megvalósítás ellen voltak a turistaszervezetek természetvédelmi részlegei is. A tervek szerint az építkezés helyszíne is változott a Békás-tótól a Hunfalvy-hágó-ig. A megvalósítást a Csehszlovák Turista Klub Poprádi osztálya bonyolította 1931-1933-ban az eredeti tervektől eltérően 100 méterrel lejjebb. Az eredetileg földszintes épületet 1977-ben emelettel bővítették ki, mely tulajdonképpen egy fél lapos tetős megoldás, mely alatt található a szálláshelyt képező egy légterű szoba.
A legmagasabban elhelyezkedő turistaház a Magas-Tátrában, csak a nyári időszakban (május-október) üzemel. 2000. február 2-án egy lavina erősen megrongálta. Újjáépítették. A többször lavinák által rongált épület modernizálására, bővítésére terveket készítettek. 
2010 júniusában kezdetét vette a menedékház újabb felújítása, amely 2012-ben fejeződött be. Ezalatt a menedékház csak korlátozottan üzemelt, szálláslehetőség nem volt, csak csekély büfés ellátás. 2012-től az immár modernizált menedékház várja a turistákat. Bővítették a szálláshelyeket, többágyas szobákat alakítottak ki, a ház külső borítását megerősítették és napelemekkel szerelték fel. A felújított menedékház egyik újdonsága az a hatalmas cserépkályha, mellyel a szobák fűtését is biztosítják.

## Szálláshelyek – ellátás

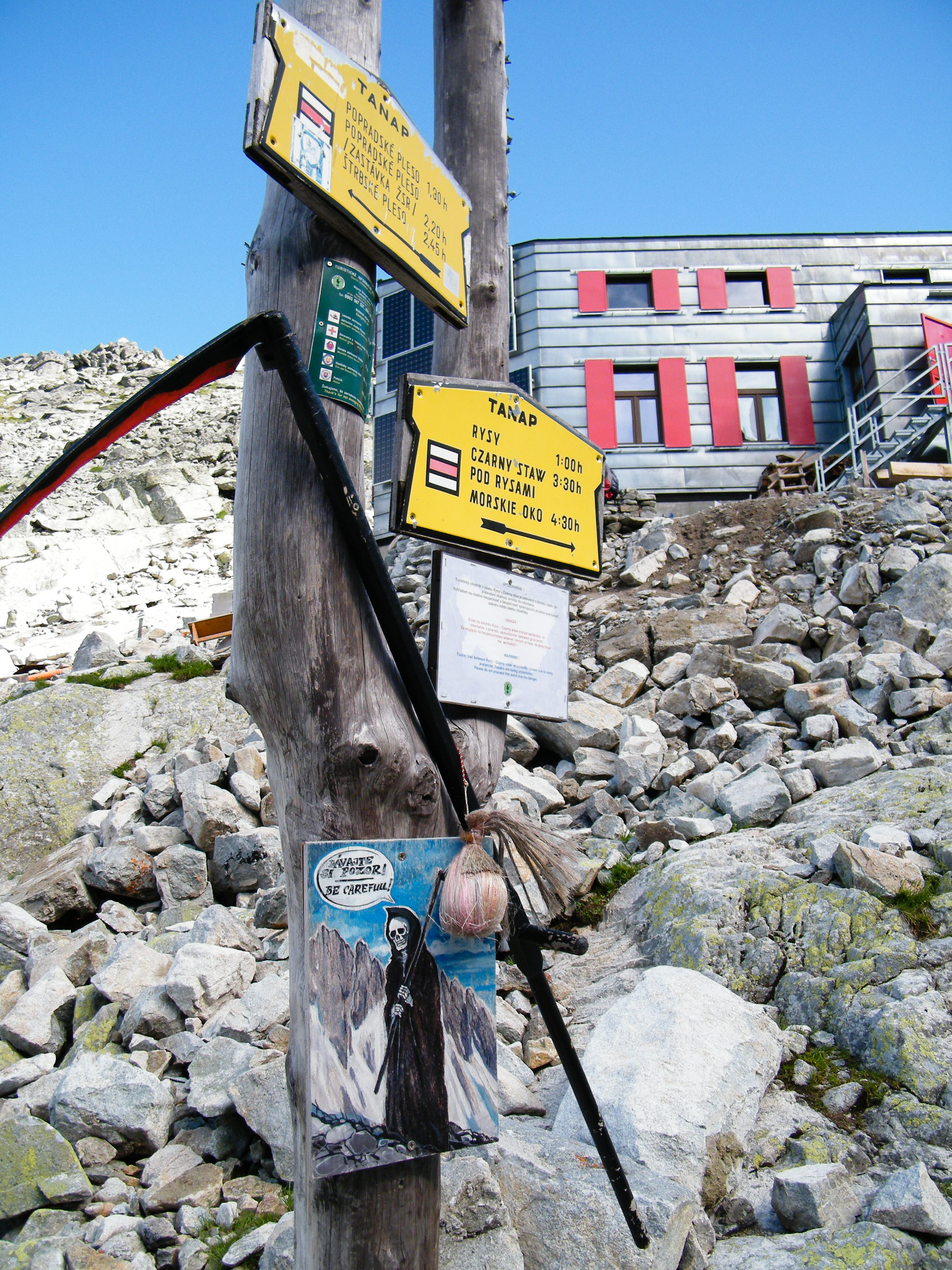
A veszélyekre figyelmeztető tábla a menedékház előtt

19 fekhely egy szobában, mely a tetőtérben található. Csak frissítők, tea, leves és konzerv kaphatók. Viszont a cappuccinóra, mint osztályon felüli helyen csokireszeléket szórnak, és cappuccinós pohárban kínálják.
A Poprádi-tó, melletti lerakattól, Menguszfalvi-völgy – (Mengusovská dolina) a piros  jelzésű Magisztrale és a kék  turistaút kereszteződése teherhordók (sherpák) látják el a menedékházat, a tüzelőtől, az ivóvízig mindennel. A tettre kész vállalkozók, a lerakatban odakészített, keretes teherhordó vázakra, felerősíthetnek az erejüknek megfelelő mennyiséget, s felvihetik a menedékházhoz. 5 –15 kg. közötti mennyiség esetén a „teherhordót” egy teával vendégelik meg, e fölötti mennyiségnél, pedig égetett szeszesital a „díjazás”.  7-től 22 óráig. Június 1-jétől október 31-ig üzemel; a hóviszonyoktól függően februárban és márciusban - csak bejelentésre. 
A hegyiszolgálat állomása.
A menedékház gondnoka: Viktor Beránek
Helyfoglalás: +421-52-442-2314
Cím: Chata pod Rysmi, Viktor Beránek, SK-05985 Strbské pleso

## Megközelítése

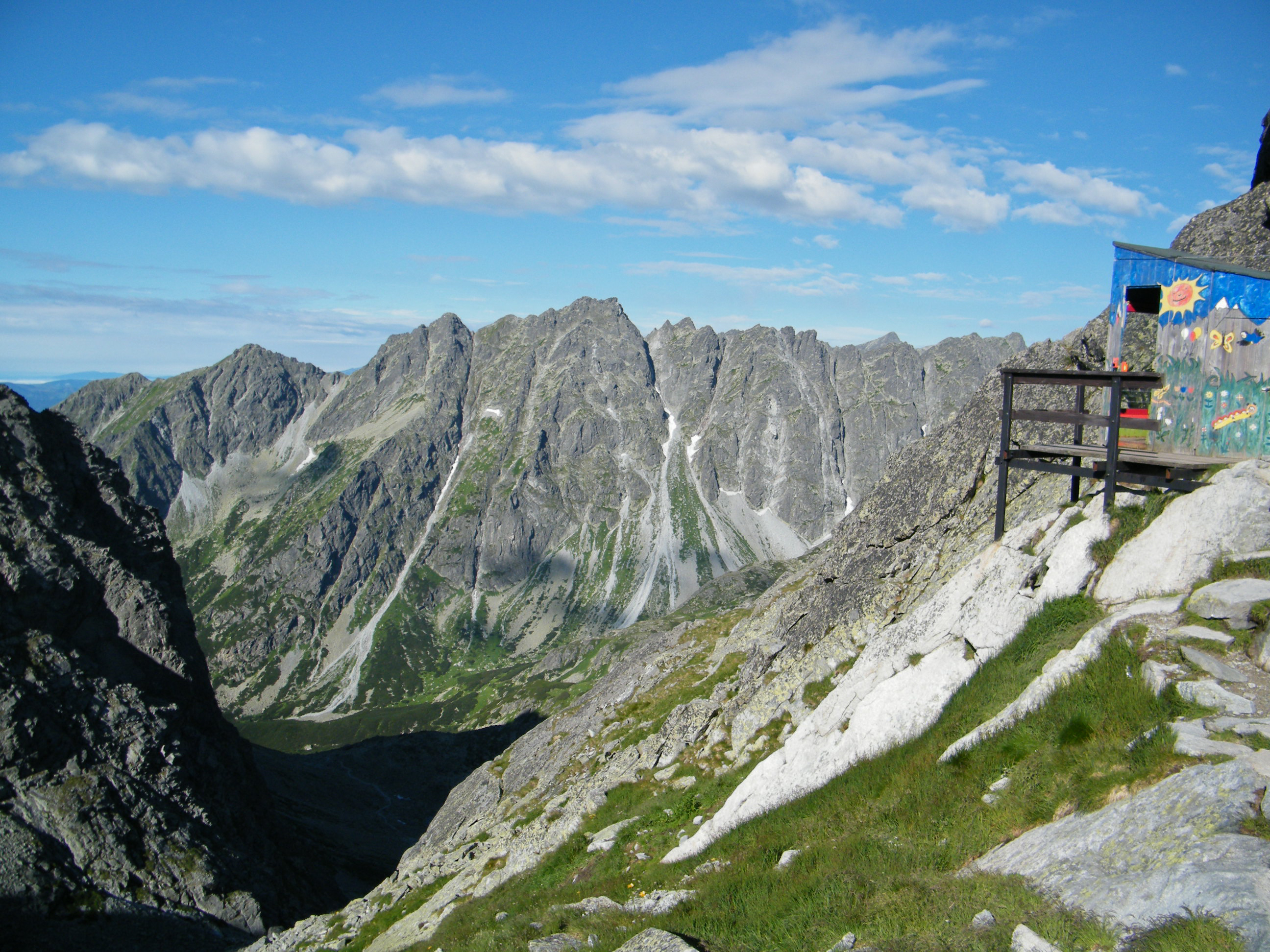
A házhoz tartozó "panoráma WC"

A Poprádi-tótól a Nagy-Hincó-tó felé vezető kék  jelzésen a jobbra elágazó piros  jelzésig, és ezen a menedékházig, 2 ó 30 p.

## Túravidéke
A Hunfalvy-katlant környező csúcsok.

## Jelzett turistautak
- A Hunfalvy-hágóra: a háztól továbbvezető piros  jelzésen, 20 p: a Hunfalvy-hágótól a Tengerszem-csúcsra: 30 p.

## Külső hivatkozások
- A menedékház hivatalos honlapja
- Részletes magyar nyelvű ismertető a menedékházról